# الدوري الكرواتي الدرجة الثانية 1993–94
الدوري الكرواتي الدرجة الثانية 1993–94 (بالكرواتية: 2. HNL 1993./94.)‏ هو الموسم 3 من الدوري الكرواتي الدرجة الثانية ‏. أشرف على تنظيمه اتحاد كرواتيا لكرة القدم، وكان عدد الأندية المشاركة فيه 32، وفاز فيه NK Marsonia ‏.